# Kunisince
Kunisince (horvátul: Kunišinci) falu Horvátországban, Eszék-Baranya megyében. Közigazgatásilag Mariánchoz tartozik.

## Fekvése
Eszéktől légvonalban 33, közúton 40 km-re északnyugatra, községközpontjától 1 km-re északnyugatra, a Szlavóniai-síkságon, a Mariáncról Csamagajevcére menő út mentén fekszik.

## Története
A falu a török uralom idején keletkezett. Egyike volt annak a 18 szlavóniai falunak, ahova a törökök Dél-Magyarországról magyarokat telepítettek be. A török uralom idején szpáhibirtok volt, kálvinista hitre tért magyar jobbágyok lakták. Utolsó uruk egy Sain nevű valpói szpáhi volt. Az 1702-es összeírás szerint a török korban a faluban 7 ház állt, lakói kizárólag kálvinisták voltak. Az 1698-as kamarai összeírásban „Kunisinczy” néven 5 portával szerepel. A 18. században Boszniából katolikus sokácok vándoroltak be ide. Előbb kamarai birtok, majd a valpói uradalom része lett. 1721. december 31-én III. Károly az uradalommal együtt Hilleprand von Prandau Péter bárónak adományozta. 
Az első katonai felmérés térképén „Kunishincze” néven található. Lipszky János 1808-ban Budán kiadott repertóriumában „Kunissincze” néven szerepel. Nagy Lajos 1829-ben kiadott művében „Kunissincze” néven 127 házzal, 798 katolikus vallású lakossal találjuk.
A 19. században a környező földek megművelésére dunai svábokat telepítettek ide. 1857-ben 760, 1910-ben 714 lakosa volt. Verőce vármegye Eszéki járásához tartozott. Az 1910-es népszámlálás adatai szerint lakosságának 74%-a horvát, 18%-a német anyanyelvű volt. Az első világháború után 1918-ban az új szerb-horvát-szlovén állam, majd később (1929-ben) Jugoszlávia része lett. 1991-ben lakosságának 97%-a horvát nemzetiségű volt. 2011-ben a falunak 315 lakosa volt.

## Lakossága
| Lakosság változása | Lakosság változása | Lakosság változása | Lakosság változása | Lakosság változása | Lakosság változása | Lakosság változása | Lakosság változása | Lakosság változása | Lakosság változása | Lakosság változása | Lakosság változása | Lakosság változása | Lakosság változása | Lakosság változása | Lakosság változása |
| ------------------ | ------------------ | ------------------ | ------------------ | ------------------ | ------------------ | ------------------ | ------------------ | ------------------ | ------------------ | ------------------ | ------------------ | ------------------ | ------------------ | ------------------ | ------------------ |
| 1857               | 1869               | 1880               | 1890               | 1900               | 1910               | 1921               | 1931               | 1948               | 1953               | 1961               | 1971               | 1981               | 1991               | 2001               | 2011               |
| 760                | 702                | 600                | 624                | 600                | 714                | 642                | 654                | 705                | 725                | 688                | 589                | 466                | 426                | 343                | 315                |

## Kultúra
KUD „Slavonska vila” Marijanci-Kunišinci kulturális és művészeti egyesület.

## Sport
ŠRD „Plosna” Kunišinci sporthorgász egyesület.

## Egyesületek
DVD Kunišinci önkéntes tűzoltó egyesület.